# Волчихинский район
Волчихи́нский район — административно-территориальное образование (сельский район) и муниципальное образование (муниципальный район) в  Алтайском крае России.
Административный центр — село Волчиха.

## География
Рельеф равнинный (южная часть Кулундинской равнины). Климат резко континентальный. Средняя температура января: −16,5 °C, июля: +20 °C. Количество годовых атмосферных осадков: 433 мм. На территории района расположены озёра Бычье, Золотое, Горькое, Солоновское, Пресное, Угловое, Белое, Долгое, протекают реки Волчиха, Кормиха.
Почвы супесчаные, каштановые чернозёмы. Около 1/3 площади покрыто сосновыми борами. Растут сосна, берёза, осина, боярышник, калина, шиповник. Обитают лось, косуля, заяц, лиса, волк, рысь, росомаха, барсук, белка, утка, гусь, лебедь, цапля, журавль, перепел, глухарь, тетерев, карась, линь.

## Население
| 1959    | 1996    | 1997    | 1998    | 1999    | 2000    | 2001    | 2002    | 2003    | 2004    | 2005    | 2006    |
| ------- | ------- | ------- | ------- | ------- | ------- | ------- | ------- | ------- | ------- | ------- | ------- |
| 33 069  | ↘23 100 | ↘22 900 | ↗23 000 | ↘22 900 | ↘22 700 | ↘22 600 | ↘22 400 | ↘22 334 | ↗22 423 | ↘22 147 | ↘21 833 |
| 2007    | 2008    | 2009    | 2010    | 2011    | 2012    | 2013    | 2014    | 2015    | 2016    | 2017    | 2018    |
| ↘21 403 | ↘21 081 | ↘20 746 | ↘19 703 | ↘19 615 | ↘19 237 | ↘18 819 | ↘18 363 | ↘18 042 | ↘17 876 | ↘17 704 | ↘17 423 |
| 2019    | 2020    | 2021    |         |         |         |         |         |         |         |         |         |
| ↘17 084 | ↘16 853 | ↘15 241 |         |         |         |         |         |         |         |         |         |

### Национальный состав[16]
| национальность | мужчин | женщин | всего  | %    |
| -------------- | ------ | ------ | ------ | ---- |
| русские        | 9 498  | 10 792 | 20 290 | 90,8 |
| немцы          | 555    | 560    | 1 115  | 5    |
| украинцы       | 188    | 251    | 439    | 1,9  |
| казахи         | 89     | 76     | 165    | 0,7  |
| азербайджанцы  | 40     | 32     | 72     | 0,3  |
| белорусы       | 24     | 27     | 51     | 0,2  |
| татары         | 18     | 24     | 42     | 0,19 |
| армяне         | 15     | 8      | 23     | 0,1  |

## Административно-муниципальное устройство
Волчихинский район с точки зрения административно-территориального устройства края включает 11 административно-территориальных образований — 11 сельсоветов.
Волчихинский муниципальный район в рамках муниципального устройства включает 11 муниципальных образований со статусом сельских поселений:
| №  | Сельское поселение           | Административный центр | Количество населённых пунктов | Население (чел.) | Площадь (км²) |
| -- | ---------------------------- | ---------------------- | ----------------------------- | ---------------- | ------------- |
| 1  | Берёзовский сельсовет        | посёлок Берёзовский    | 1                             | ↘431             | 176,00        |
| 2  | Бор-Форпостовский сельсовет  | село Бор-Форпост       | 1                             | ↘762             | 458,46        |
| 3  | Волчихинский сельсовет       | село Волчиха           | 3                             | ↘9058            | 982,13        |
| 4  | Востровский сельсовет        | село Вострово          | 2                             | ↘1445            | 388,45        |
| 5  | Коминтерновский сельсовет    | посёлок Коминтерн      | 1                             | ↘327             | 94,41         |
| 6  | Малышево-Логовской сельсовет | село Малышев Лог       | 1                             | ↘953             | 181,27        |
| 7  | Новокормихинский сельсовет   | село Новокормиха       | 1                             | ↘359             | 177,71        |
| 8  | Пятковологовской сельсовет   | село Пятков Лог        | 1                             | ↘274             | 102,86        |
| 9  | Селивёрстовский сельсовет    | село Селивёрстово      | 1                             | ↗632             | 331,00        |
| 10 | Солоновский сельсовет        | село Солоновка         | 1                             | ↘717             | 333,47        |
| 11 | Усть-Волчихинский сельсовет  | село Усть-Волчиха      | 2                             | ↘968             | 367,96        |

Приборовской сельсовет был образован в 2003 году.
В 2011 году Приборовской и Востровский сельсоветы объединены в Востровский сельсовет, а Правдинский и Волчихинский сельсоветы объединены в Волчихинский сельсовет.

### Населённые пункты
В Волчихинском районе 15 населённых пунктов:

| Волчиха      | ↘8470 |
| Вострово     | ↘1252 |
| Малышев Лог  | ↘953  |
| Усть-Волчиха | ↘941  |
| Бор-Форпост  | ↘762  |

| Солоновка    | ↘717 |
| Селивёрстово | ↗632 |
| Правда       | ↘612 |
| Берёзовский  | ↘431 |
| Приборовое   | ↘372 |

| Новокормиха  | ↘359 |
| Коминтерн    | ↘327 |
| Пятков Лог   | ↘274 |
| Плодосовхоз  | ↗148 |
| Усть-Кормиха | ↘108 |

Ранее входило Калиновка  - селение  на левом берегу реки Волчиха, в 7 км к юго-западуу от села Волчиха.

## Экономика
Основное направление экономики: сельское хозяйство. Развито зерновое производство, животноводство. Действуют  пивзавод, транспортные организации, лесхоз.